# 만수북중학교
만수북중학교(萬壽北中學校)는 대한민국 인천광역시 남동구 만수동에 있는 공립 중학교이다.

## 학교 연혁
- 1986년 2월 2일 : 만수북중학교 설립 인가 (8학급)
- 1987년 3월 2일 : 초대 정만현 교장 취임
- 1987년 3월 4일 : 개교 (8학급)
- 1990년 2월 15일 : 제1회 졸업 (466명)
- 2024년 1월 26일 : 제35회 졸업식(졸업생 158명, 누계 13,677명)
- 2024년 3월 4일 : 7학급 입학(176명)
- 2024년 9월 1일 : 제16대 양재석 교장 취임

## 참고 자료
- 만수북중학교 - 한국교육학술정보원 학교알리미